# ByeAlex
ByeAlex (Alex Márta, født  1984) er en ungarsk sanger. Han repræsenterede Ungarn ved Eurovision Song Contest 2013 med sangen "Kedvesem". 